# Jean-Jacques Beineix
Jean-Jacques Beineix (Párizs 17. kerülete, 1946. október 8. – Párizs 18. kerülete, 2022. január 13.) francia filmrendező.

## Életpályája
1964-ben Jean Becker filmrendezőnél kezdte pályafutását. 1970-1977 között segédrendező volt többek között Claude Berri-nél és Claude Zidi-nél. Ezután önálló rendező lett. 1977-ben rendezte meg első kisfilmjét. 1980-ban rendezte meg első játékfilmjét, a Dívát, amely 1982-ben César-díjat kapott. Egy évvel később a Holdfény a csatorna felett következett. Cargo Films néven céget alapított 1984-ben. 1986-ban ő irányította a Betty Blue című filmet Beatrice Dalle-val és Jean-Hugues Anglade-val. 1989-ben ő rendezte a Rosalye és az oroszlánok című filmet, melynek forgatókönyvírója is volt.

## Filmjei

### Rendezőasszisztensként
- Szárnyát vagy combját? (1976)
- Az állat (1977)

### Producerként
- Betty Blue (1986) (rendező és forgatókönyvíró is)
- Otaku (1994)

### Rendezőként
- Díva (1981) (forgatókönyvíró is)
- Holdfény a csatorna felett (1983) (forgatókönyvíró is)
- Rosalyne és az oroszlánok (1989) (forgatókönyvíró is)
- IP5 – Vastagbőrűek szigete (1991) (forgatókönyvíró és producer is)
- Az évszázad esete (1997)
- Mortal Transfer – Végzetes hipnózis (2000) (forgatókönyvíró is)
- Loft Paradoxe (2002)

### Filmzene
- Elvarázsolt április (1992)

## Művei
- Les Chantiers de la gloire (önéletrajz, 2006)

## Díjai
- César-díj (1982) Díva
- Montreali Nemzetközi Filmfesztivál nagydíj (1986) Betty Blue

## Fordítás
- Ez a szócikk részben vagy egészben  a   Jean-Jacques Beineix című angol Wikipédia-szócikk fordításán alapul.  Az eredeti cikk szerkesztőit annak laptörténete sorolja fel. Ez a jelzés csupán a megfogalmazás eredetét és a szerzői jogokat jelzi, nem szolgál a cikkben szereplő információk forrásmegjelöléseként.